# Umëtskij rajon
L'Umëtskij rajon (in russo Умётский район?) è un rajon dell'Oblast' di Tambov, nella Russia europea; il capoluogo è Umët. Istituito nel 1928, ricopre una superficie di 1.140 chilometri quadrati e consta di una popolazione di circa 12.000 abitanti.